# Friedrichsort-Klasse
Als Fördeschiff, nach ihrem Typschiff auch Friedrichsort-Klasse genannt, wird eine in den 1980er Jahren für die Kieler Verkehrs AG (KVAG) erbaute Typenreihe von Fahrgastschiffen bezeichnet.

## Die Schiffe
Die Baureihe besteht aus vier auf der Kieler Lindenau Werft gebauten Schiffen.
| Bauname       | Baunummer | IMO-Nummer | Baujahr | Spätere Namen und Verbleib                                                            |
| ------------- | --------- | ---------- | ------- | ------------------------------------------------------------------------------------- |
| Friedrichsort | 193       | 8013144    | 1981    | 1992–2000: Mönchgut, ab 2003: Adler-Mönchgut                                          |
| Heikendorf    | 194       | 8308733    | 1983    | 02/2025: Adler Nordica                                                                |
| Laboe         | 215       | 8400086    | 1984    | ab 2023: Adler Baltica                                                                |
| Strande       | 214       | 8400074    | 1984    | 04/2024: Verkauf nach Estland, wird zukünftig zwischen Tallin und Naissaar eingesetzt |

Konzipiert wurden die Schiffe für die Linien- und Ausflugsfahrt auf der Kieler Förde.

## Technische Daten
Die Schiffe sind 32,7 m lang, 7,6 m breit und verfügen über einen Tiefgang von 2,4 m bei einer Kapazität von 300 Passagieren. Angetrieben werden die für die Küstenfahrt zugelassenen Schiffe von einem Sechszylinder-Viertakt-Schiffsdieselmotor der Motorenwerke Mannheim (MWM D 440-6) mit einer Leistung von 250 kW, der auf einen Festpropeller wirkt. Die Schiffe erreichen damit eine Geschwindigkeit von 11 kn. Sie sind mit einem Bugstrahlruder ausgestattet.

## Geschichte

### Friedrichsort
Die Friedrichsort fuhr von 1981 bis Ende 1991 im Fahrgastverkehr auf der Kieler Förde für die Kieler Verkehrs-AG (KVAG). Im Januar 1992 wurde sie verkauft und in Mönchgut umbenannt. Nach dem Verkauf wurde die Mönchgut zu Ausflugsfahrten von Greifswald-Wieck nach Lubmin, Göhren und Gager eingesetzt. Im Jahr 2000 wurde sie wieder in Friedrichsort umbenannt. 2003 folgte die Übernahme durch den Reeder Sven Paulsen für seine Reederei Adler-Schiffe und die Umbenennung in Adler-Mönchgut, um sie zwischen Peenemünde und der Insel Rügen (Göhren, Sellin und Binz) einzusetzen.

### Heikendorf, Laboe und Strande
Die Heikendorf, die Laboe und die Strande waren für die Schlepp- und Fährgesellschaft Kiel mbH (SFK) im Einsatz, die 1996 aus der Kieler Verkehrs-AG ausgelagert wurde. Die Laboe wurde im Januar 2023 an die Reederei Adler-Schiffe verkauft, die sie seit April 2023 als Adler Baltica für Hafenrundfahrten ab Swinemünde einsetzt. Im Jahr 2024 wurde die Strande nach Estland verkauft, die Heikendorf im Februar 2025 wiederum an die Reederei Adler-Schiffe, ebenfalls für den Einsatz ab Swinemünde als Adler Nordica.

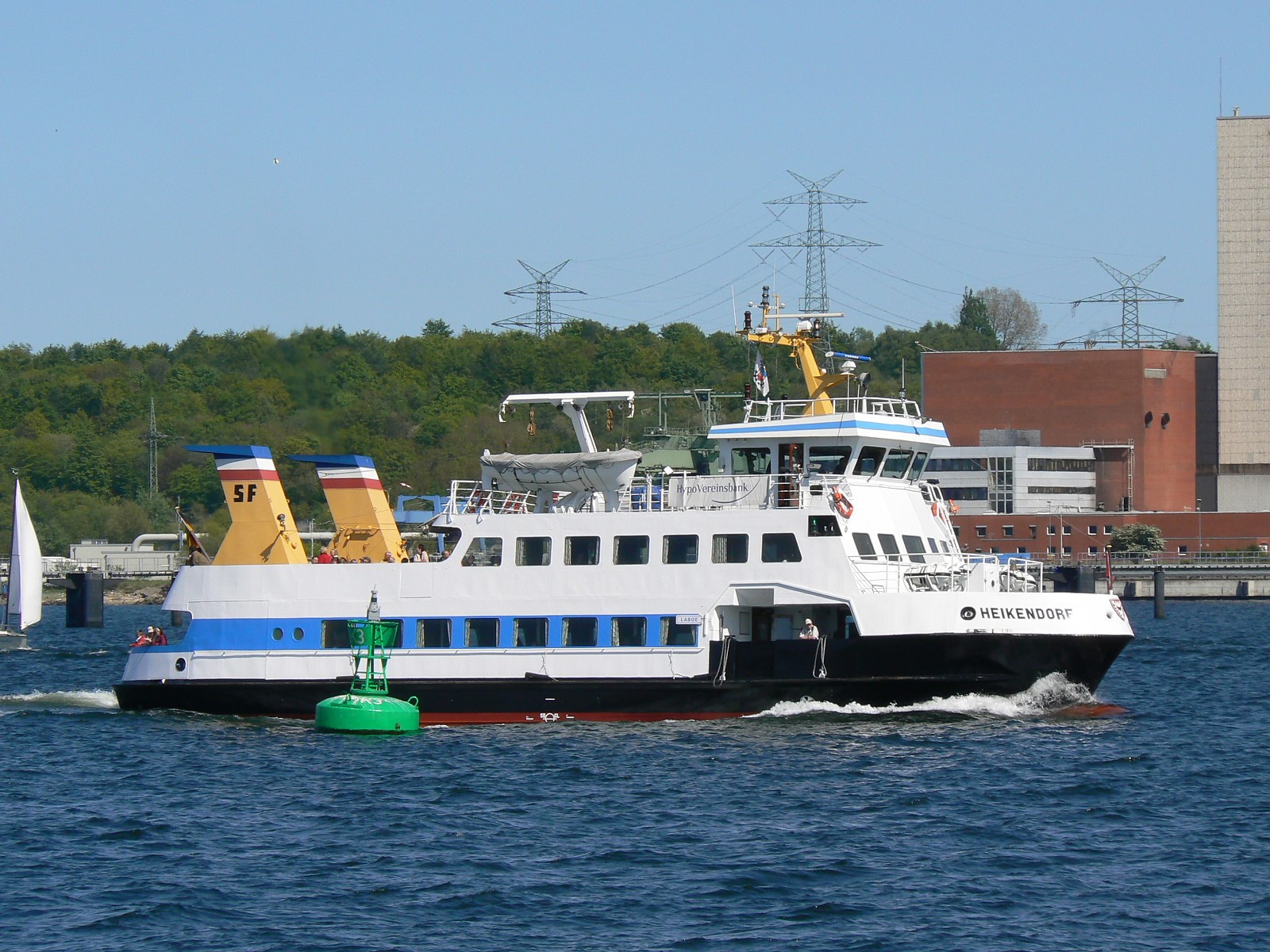
Die Heikendorf
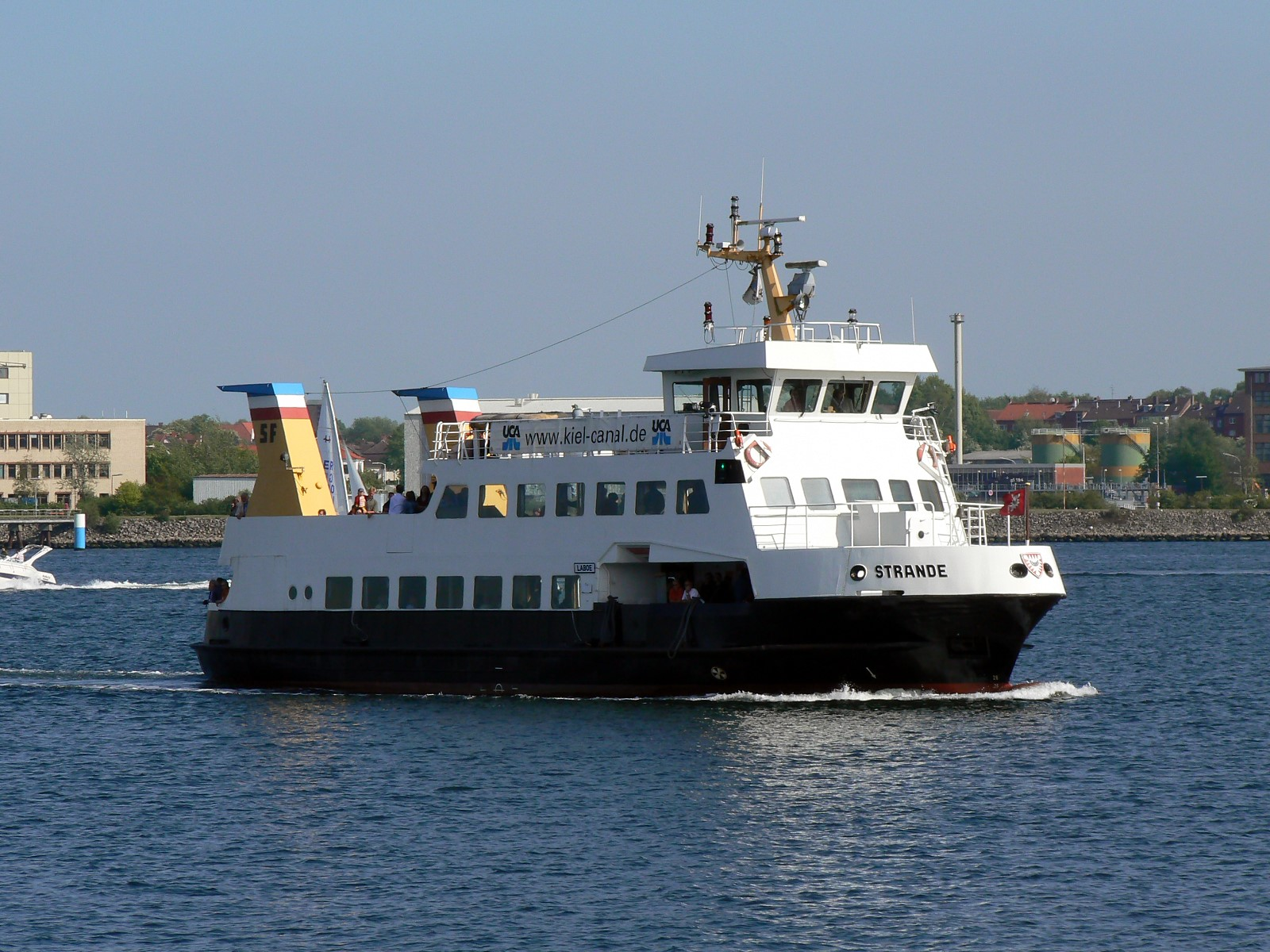
Die Strande
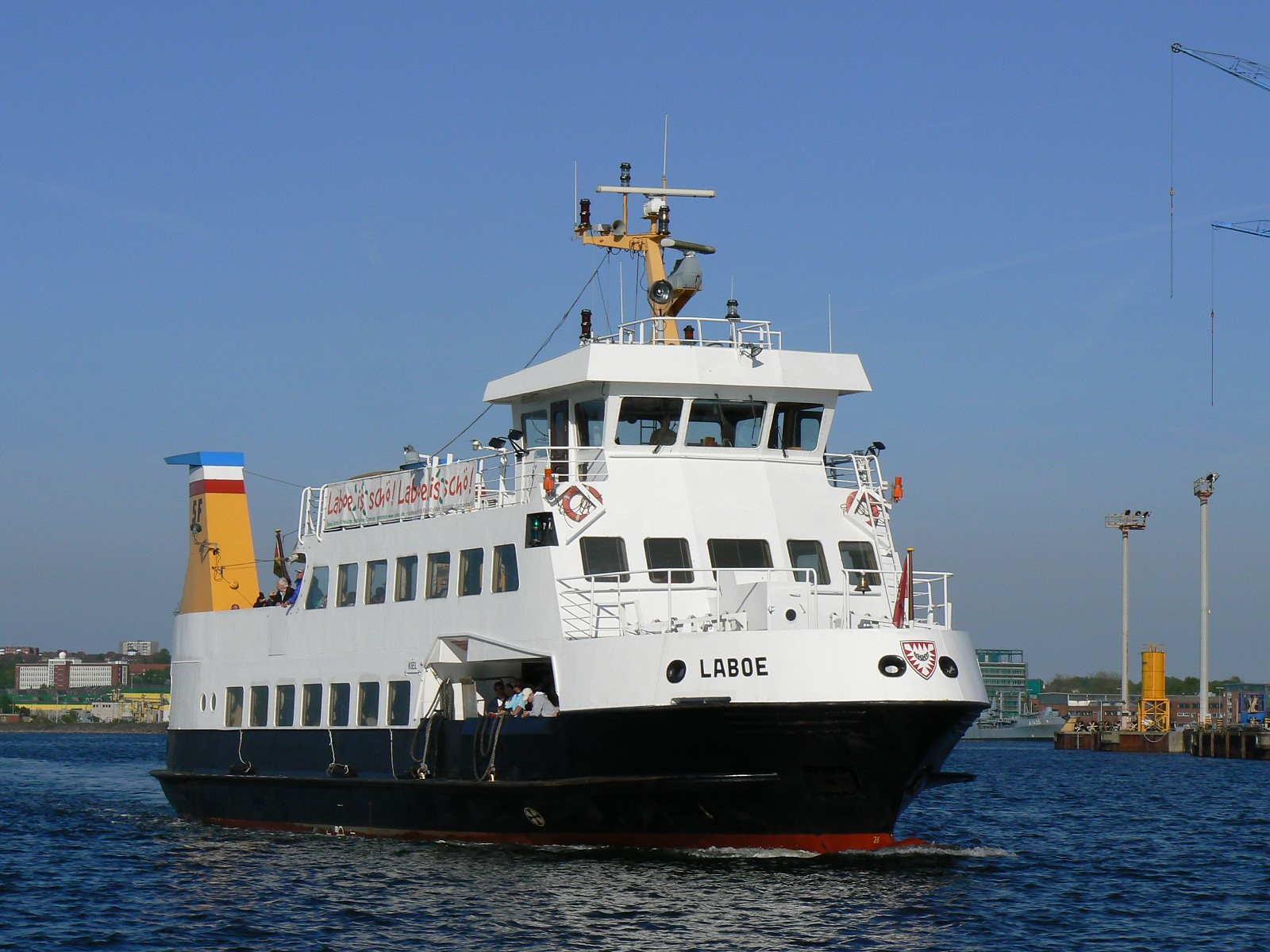
Die Laboe

### Nachfolgeschiffe
Die Schiffe der Baureihe wurden durch Neubauten ersetzt, da die über 35 Jahre alten Schiffe technologisch überholt sind. Auch die kleinere Schilksee soll einen Ersatzneubau erhalten. Dafür bestellte die SFK im November 2018 bei der niederländischen Werft Hollands Shipyards in Hardinxveld-Giessendam eine hybrid-elektrisch angetriebene Fähre und vereinbarte Optionen für drei weitere Fähren des Typs. Den Strom liefern entweder zwei Generatoren durch Scania-Dieselmotoren oder Batterien. Die Kosten für den Neubau wurden mit rund 3,9 Millionen Euro angegeben. Diese erste neue Fähre wurde im Juli 2020 geliefert und als Gaarden in Dienst gestellt. Das Schiff beunruhigte anfänglich Rudersportler auf der Förde, da es im Auslieferungszustand erheblich höhere Bugwellen als die Vorgängerschiffe erzeugte. Im Rahmen einer Garantiedockung erhielt die Gaarden einen neuen Wulstbug, durch den der Wellenschlag deutlich reduziert werden konnte. Die Nachbauten Friedrichsdorf, Wik (2022) und Laboe (2023) erhielten die neue Bugform direkt ab Bauwerft. Der zur Auslieferung 2026 vorgesehene Nachbau Schilksee soll anstelle des hybrid-elektrischen einen vollelektrischen Antrieb erhalten.